# Get Back
«Get back» és una cançó composta i cantada per Paul McCartney publicada com a single el 1969, i en un mix una mica diferent el 1970 a l'àlbum Let It Be de The Beatles (on inclou una conversa inicial de 20 segons entre Paul McCartney i John Lennon, i omet la coda final del single). L'autoria està atribuida a Lennon-McCartney. Es va gravar a les sessions de gener de 1969, i va ser interpretada al concert del terrat del dia 30 recollit al film Let it Be.
El tema és un rock and roll a l'estil de Chuck Berry. El single va arribar al n.º 1 al Regne Unit, Estats Units, Canadà, Austràlia, França, Alemanya Federal i a Mèxic. És l'únic (amb la cara B «Don't Let Me Down») on comparteixen credits amb altres artistes (Preston).

## Versions
Al 2014 el cantautor italià Mango va realitzar una versió juntament amb la seva filla Angelina Mango, qui apareix dins de l'àlbum L'amore è invisibile.

## Instrumentació
- Paul McCartney: Baix elèctric i veu solista
- John Lennon: Guitarra elèctrica solista i veu
- George Harrison: Guitarra rítmica
- Ringo Starr: Bateria
- Billy Preston: Piano Rhodes